# Ercole al centro della Terra
Ercole al centro della Terra (tedesco 'Vampire gegen Herakles') è un film del 1961 diretto da Mario Bava.
È considerato uno degli esempi più riusciti della vasta filmografia del Peplum all'italiana.

## Trama
Ercole, in compagnia di Teseo e del goffo Telemaco (nulla a che vedere con l'omonimo personaggio mitologico), penetra nell'Averno per cercare di recuperare una pietra dai poteri miracolosi e salvare l'amata Deianira, in pericolo in quanto manipolata dal malvagio Lico. Giunto nelle tenebre di quel luogo, il gruppo dovrà affrontare innumerevoli pericoli.
Tornato a casa, Ercole dovrà fare i conti con una strana maledizione e delle infami trame per la successione al trono di Ecalia.

## Distribuzione
Il film venne distribuito nel circuito cinematografico italiano il 16 novembre del 1961.

### Incassi
Ercole al centro della Terra incassò circa 398 milioni di lire dell'epoca.